# Аябе
Аябе (яп. 綾部市 Аябэ-си) — город в Японии, находящийся в префектуре Киото. Площадь города составляет 347,10 км², население — 31 878 человек (1 октября 2020), плотность населения — 91,84 чел./км².

## Географическое положение
Город расположен на острове Хонсю в префектуре Киото региона Кинки. С ним граничат города Майдзуру, Фукутияма, Нантан и посёлки Кётамба, Ои, Такахама. Через город протекает река Юра.

## Население
Население города составляет 31 878 человек (1 октября 2020), а плотность — 91,84 чел./км². Изменение численности населения с 1980 по 2005 годы:
| 1970 | 44 983 чел. |  |
| 1975 | 43 490 чел. |  |
| 1980 | 42 552 чел. |  |
| 1985 | 41 903 чел. |  |
| 1990 | 40 595 чел. |  |
| 1995 | 39 981 чел. |  |
| 2000 | 38 881 чел. |  |
| 2005 | 37 755 чел. |  |
| 2010 | 35 836 чел. |  |
| 2015 | 33 821 чел. |  |

## Символика
Деревом города считается сосна, цветком — цветок сливы японской, птицей — Eophona personata.